# Gemma Jones
Pour les articles homonymes, voir Gemma, Jones et Jennifer Jones (homonymie).
Gemma Jones, de son vrai nom Jennifer Jones, née le 4 décembre 1942 dans le quartier londonien de Marylebone, est une actrice anglaise. Elle est principalement connue pour ses rôles de Madame Pomfresh et de Pamela Jones dans les sagas Harry Potter et Bridget Jones.

## Biographie
Née à Londres, Gemma Jones est la fille de Griffith Jones et la sœur de Nicholas Jones (en), eux-mêmes acteurs.
Diplômée de la Royal Academy of Dramatic Art, Gemma Jones, après avoir joué dans de nombreux téléfilms, - notamment dans la série La Chute des aigles où elle campe une ressemblante Impératrice allemande Victoria - interpréta, des rôles plus importants comme ceux de Lady Queensbury dans Wilde, Grace Winslow dans L'Honneur des Winslow, Pamela Jones, la mère de Bridget dans Le Journal de Bridget Jones ou encore, Madame Pomfresh dans Harry Potter et la Chambre des secrets. On constate, après une bande annonce Harry Potter, du 6e volet, une courte apparition de Madame Pomfresh.
Elle a récemment fait une courte apparition dans la série Merlin (saison 4, épisodes 1 et 2) dans le rôle de la Cailleach (la gardienne du monde des esprits selon la légende celtique).
En 2016, elle reprend son rôle de Pamela Jones dans Bridget Jones Baby.

## Filmographie

### Cinéma
- 1971 : Les Diables de Ken Russell : Madeleine
- 1974 : Footsteps d'Alan Parker : Mollie (court-métrage)

- 1988 : Paperhouse de Bernard Rose : Dr. Sarah Nicols
- 1988 : On the Black Hill d'Andrew Grieve : Mary Jones

- 1995 : Feast of July de Christopher Menaul : Madame Wainwright
- 1995 : Raison et Sentiments d'Ang Lee : Madame Dashwood
- 1997 : Oscar Wilde de Brian Gilbert : Lady Queensberry
- 1998 : O.K. Garage de Brandon Cole : Madame Wiggins
- 1998 : Envole-moi de Paul Greengrass : Anne
- 1999 : L'Honneur des Winslow de David Mamet : Grace Winslow
- 1999 : Captain Jack de Robert William Young : Eunice Pickles
- 1999 : Cotton Mary d'Ismail Merchant et Madhur Jaffrey : Freda Davids

- 2001 : Sans nouvelles de Dieu d'Agustín Díaz Yanes : Nancy
- 2001 : Le Journal de Bridget Jones de Sharon Maguire : Pamela Jones
- 2002 : Harry Potter et la Chambre des secrets de Chris Columbus : Madame Pomfresh
- 2003 : Shanghai Kid 2 de David Dobkin : Reine Victoria
- 2003 : Kiss of Life d'Emily Young : Sonia
- 2004 : Bridget Jones : L'Âge de raison de Beeban Kidron : Pamela Jones
- 2005 : Fragile de Jaume Balagueró : Madame Folder
- 2007 : The Contractor de Josef Rusnak : Madame Day
- 2009 : Par-delà bien et mal de Vicente Amorim : La mère
- 2009 : Harry Potter et le Prince de sang-mêlé de David Yates : Madame Pomfresh

- 2010 : Forget Me Not d'Alexander Holt et Lance Roehrig : Lizzie Fisher
- 2010 : Vous allez rencontrer un bel et sombre inconnu de Woody Allen : Helena
- 2011 : Oh My God ! de Tanya Wexler :  Lady St. John-Smythe
- 2011 : Harry Potter et les Reliques de la Mort de David Yates : Madame Pomfresh
- 2013 : Burn the Clock de David Tucker : Becky (court-métrage)
- 2014 : Radiator de Tom Browne : Maria
- 2016 : Bridget Jones Baby de Sharon Maguire : Pamela Jones
- 2017 : Carnage de Simon Amstell : Davina
- 2017 : You, Me and Him de Daisy Aitkens : Sue Miller
- 2017 : Seule la terre de Francis Lee : Deirdre Saxby
- 2017 : Gypsy's Kiss de Paul Murphy : Judith (court-métrage)
- 2018 : Patrick de Mandie Fletcher : Celia
- 2018 : The Egg and the Thieving Pie de Lola Blanche Higgins : Thelma (court-métrage)
- 2019 : Rocketman de Dexter Fletcher : Ivy Sewell
- 2020 : Ammonite de Francis Lee : Molly Anning
- 2022 : Emily de Frances O'Connor : la tante Branwell.
- 2024 : Scandaleusement vôtre de Thea Sharrock : Victoria
- 2025 : Bridget Jones : Folle de lui (Bridget Jones: Mad About the Boy) de Michael Morris : Pamela Jones

### Télévision
- 1962 : No Hiding Place : Brenda (1 épisode)
- 1963 : The Human Jungle : Pamela Phillips (1 épisode)
- 1964 : Z-Cars : Madame Aldiss (1 épisode)
- 1965 : Treasure Island : Madame Taylor (téléfilm)
- 1966 : Thirteen Against Fate : Antoinette Baron (1 épisode)
- 1967 : Kenilworth : Reine Élisabeth (mini-série)
- 1967 : Boy Meets Girl : Lucinda (1 épisode)
- 1967 : Rainbow City : Mary Steele (4 épisodes)
- 1968 : Sanctuary : Soeur Stephens (1 épisode)

- 1970 : Les Dépouilles de Poynton : Fleda Vetch (mini-série)
- 1970 : Crime of Passion : Nicole Delcourt (1 épisode)
- 1970-1971 : Play for Today : Edith / Anna Firth (2 épisodes)
- 1971 : Shadows of Fear : Judith (1 épisode)
- 1971-1974 : BBC Play of the Month : Gwendolen Fairfax / Varya (2 épisodes)
- 1974 : La Chute des aigles : Princesse Vicky (mini-série)
- 1974 : Dial M for Murder : Sophie Lamasse (1 épisode)
- 1975 : Forget-Me-Not-Lane : Ursula (téléfilm)
- 1975 : The Way of the World : Millamant (téléfilm)
- 1975 : Quiller : Arabella (1 épisode)
- 1975 : Angoisse : Helen Curry (1 épisode)
- 1975 : Churchill's People : Margaret Paston (1 épisode)
- 1976-1977 : The Duchess of Duke Street : Louisa Trotter (31 épisodes)

- 1980 : Very Like a Whale : Lady Mellor (téléfilm)
- 1980 : The Merchant of Venice : Portia (téléfilm)
- 1986 : The Importance of Being Earnest : Miss Prism (téléfilm)
- 1987 : Inspecteur Morse : Anne Staveley (1 épisode)
- 1988 : Monstres et Merveilles : La Reine (1 épisode)
- 1989 : La reine des fées : Titania (téléfilm)
- 1989 : Chelworth  : Virginia Hincham (mini-série)
- 1989 : The Jim Henson Hour : La Reine (1 épisode)

- 1990 : Inspecteur Wexford : Madame Peveril (3 épisodes)
- 1991 : Devices and Desires : Alice Mair (mini-série)
- 1992 : Performance : Joan Scott-Fowler (1 épisode)
- 1993 : Screen One : Nicky Dobbs (1 épisode)
- 1993 : Wycliffe and the Cycle of Death : Sara Glynn (téléfilm)
- 1993 : The Return of the Borrowers : Miss Menzies (3 épisodes)
- 1994 : Faith : Jane Moreton (mini-série)
- 1996 : Wilderness : Jane Garth (mini-série)
- 1997 : Jane Eyre : Madame Fairfax (téléfilm)
- 1997 : The Phoenix and the Carpet : Madame Bibble (mini-série)
- 1998 : An Unsuitable Job for a Woman : Julia Hampson (1 épisode)
- 1999 : An Evil Streak : Beatrice Kyle (1 épisode)

- 2000 : Longitude : Elizabeth Harrison (téléfilm)
- 2002 : Bootleg : Madame Bubby (mini-série)
- 2002 : Inspecteur Barnaby : Maisie Gooch (1 épisode)
- 2003 : Hercule Poirot : Cynthia Williams (1 épisode)
- 2003-2008 : Scotland Yard, crimes sur la Tamise : Dr. Jean Mullins (10 épisodes)
- 2005 : Judge John Deed : Professeur Moriarty (1 épisode)
- 2005 : All About George : Kay (6 épisodes)
- 2007 : Who Killed Mrs De Ropp ? : Madame De Ropp (téléfilm)
- 2007 : L'École de tous les talents : Dr. Jakes (téléfilm)
- 2007-2008 : MI-5 : Connie James (16 épisodes)

- 2010 : Whistle and I'll Come to You : Alice Parkin (téléfilm)
- 2010 : Le journal secret d'Anne Lister : Tante Lister (téléfilm)
- 2011 : Merlin : Cailleach (2 épisodes)
- 2012 : 13 Steps Down : Olive (mini-série)
- 2013 : Lucan : Comtesse Dowager (mini-série)
- 2013 : The Lady Vanishes : Rose Floodporter (téléfilm)
- 2013 : Meurtres au paradis : Soeur Anne (1 épisode)
- 2013 : Atlantis : Campe (1 épisode)
- 2013 : Last Tango in Halifax : Muriel (2 épisodes)
- 2014 : Marvellous : Mary Baldwin (téléfilm)
- 2015 : Doc Martin : Annie Winton (2 épisodes)
- 2015 : Unforgotten : Claire Slater (6 épisodes)
- 2015 : Main basse sur Pepys Road : Petunia Howe (mini-série)
- 2015-2017 : Teacup Travels : Lizzie (45 épisodes)
- 2017 : Diana and I : Madame McDonald (téléfilm)
- 2019 : Gentleman Jack : Tante Lister (8 épisodes)
- 2020 : The Crown : Dr Penelope Carter, la psychothérapeute de la Princesse Margaret  (épisode 7)
- 2025 : Héritage : Rose Wright

## Distinctions

### Récompenses
- 2015 - Sarasota Film Festival : Prix Spécial du Jury pour sa performance dans Radiator
- 2015 - British Academy Television Awards : meilleure actrice dans un second rôle pour Marvellous
- 2015 - Festival de télévision de Monte-Carlo : Meilleure Actrice dans un téléfilm pour Marvellous
- 2018 - Evening Standard British Film Awards : Meilleure Actrice dans un second rôle pour Seule la Terre

### Nominations
- 1971 - British Academy Television Awards : meilleure actrice pour Les Dépouilles de Poynton et Play for Today
- 1972 - British Academy Television Awards : meilleure actrice pour BBC Play of the Month et Play for Today
- 1977 - British Academy Television Awards : meilleure actrice pour The Duchess of Duke Street
- 2009 - Festival de télévision de Monte-Carlo : Meilleure Actrice dans une série dramatique pour MI-5